# Áber
Áber é uma pequena concha bivalve pertencente a um molusco encontrado no Senegal do género mexilhão.

## Pode referir-se a
- ABER Associação Brasileira de Encadernação e Restauro  -  Portal da zoologia